# Route nationale 712
Pour les articles homonymes, voir Route 712.
La route nationale 712 ou RN 712 était une route nationale française reliant Verneuil-Moustiers à Bourganeuf.
À la suite de la réforme de 1972, elle a été déclassée en RD 912 sauf entre Noth et Aulon où elle a été renumérotée RD 912A et RD 912A1.

## Ancien tracé de Verneuil-Moustiers à Bourganeuf (D 912, D 912Aet D 912A1)
- Verneuil-Moustiers D 912
- Lussac-les-Églises
- Mailhac-sur-Benaize
- Saint-Sulpice-les-Feuilles
- La Souterraine

La RN 712 faisait tronc commun avec la RN 142 pour rejoindre Noth.
- Noth D 912A
- Saint-Priest-la-Plaine
- Le Grand-Bourg D 912A1
- Bénévent-l'Abbaye
- Aulon D 912
- Saint-Dizier-Leyrenne
- Masbaraud-Mérignat
- Bourganeuf

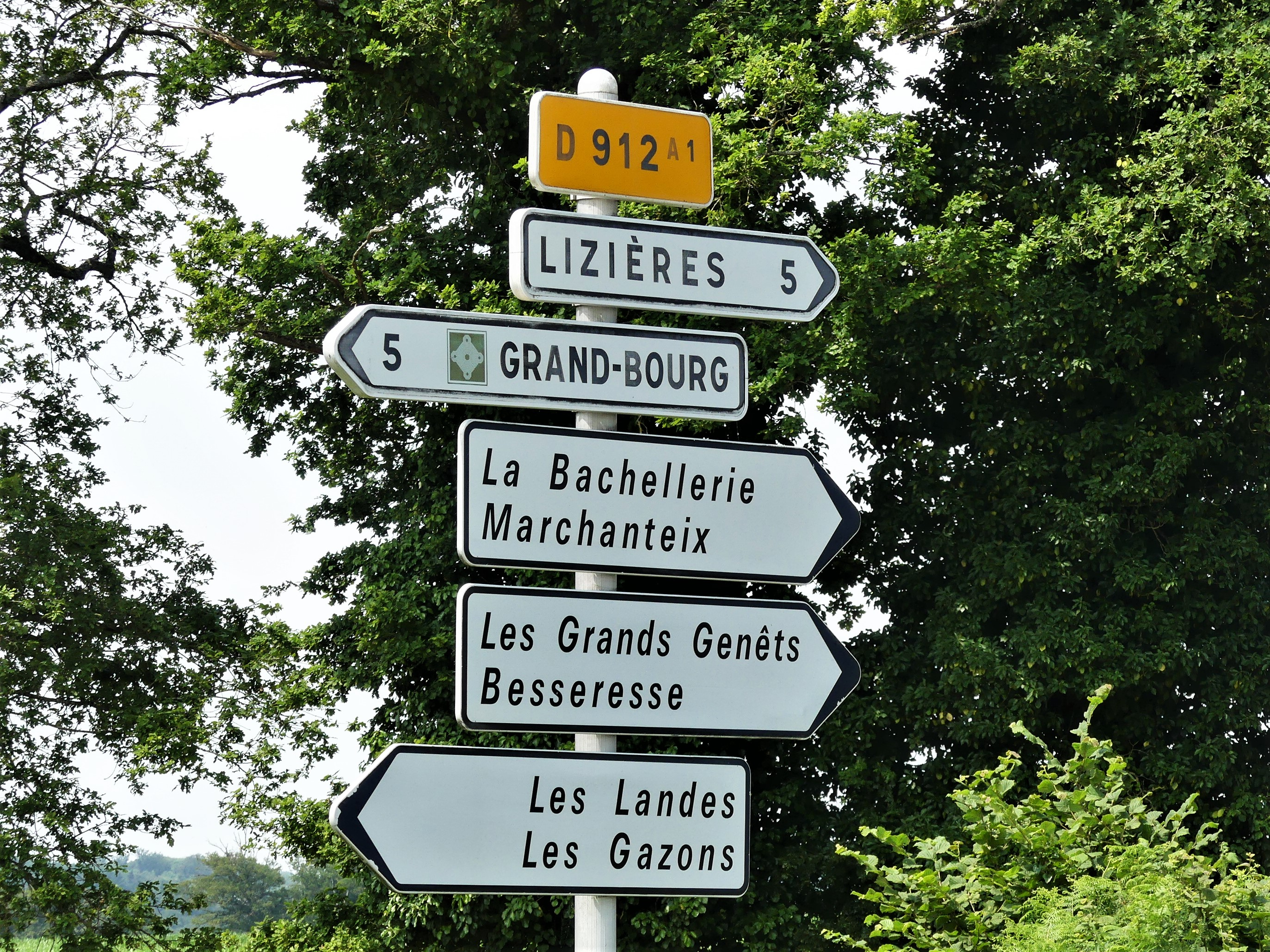
Panneaux directionnels sur la RD 912A1 à Saint-Priest-la-Plaine, au niveau de l'intersection avec la RD 63.
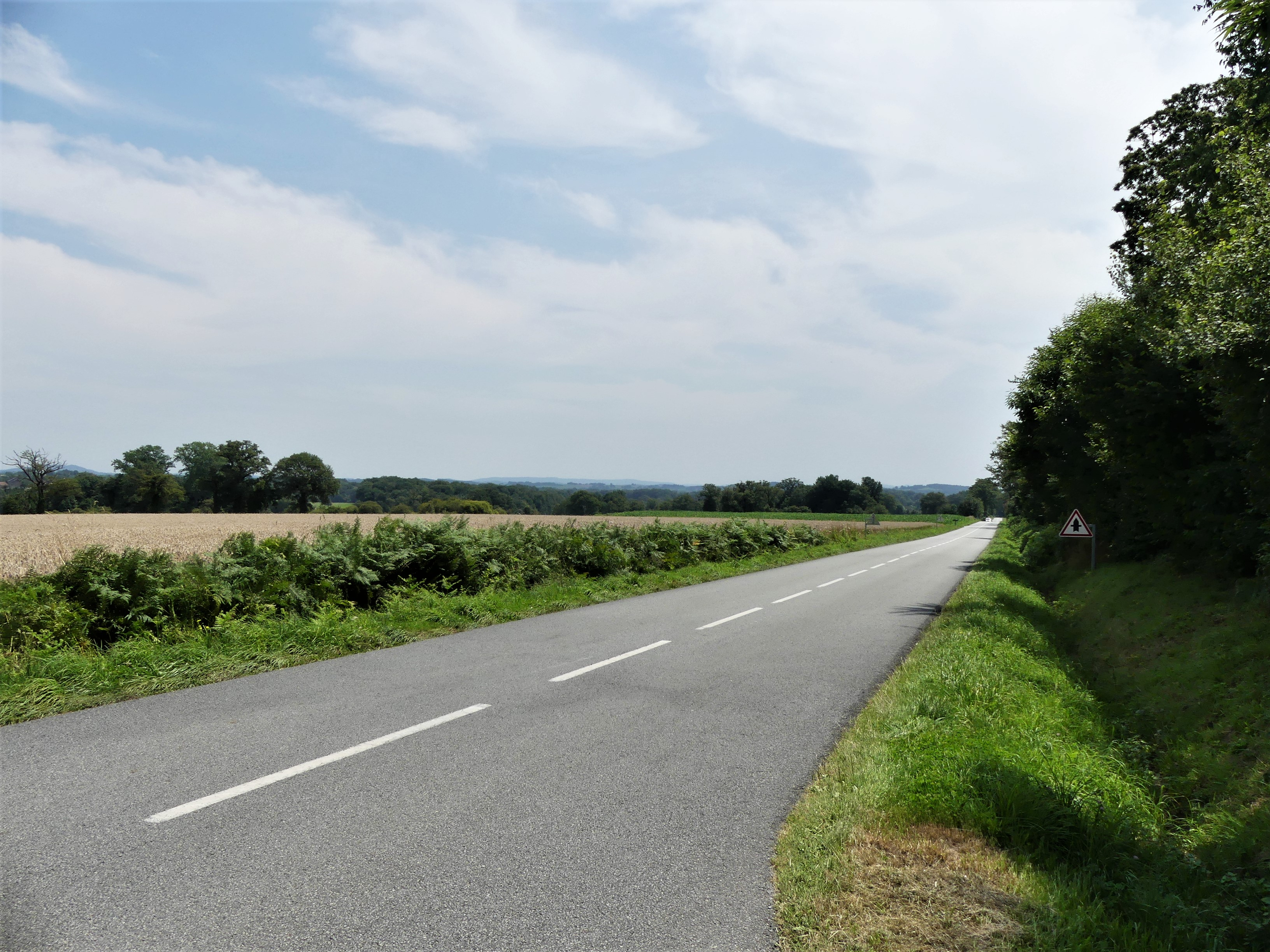
La RD 912A1 à Saint-Priest-la-Plaine, au niveau de la route menant à Savignat.